# 홍위병

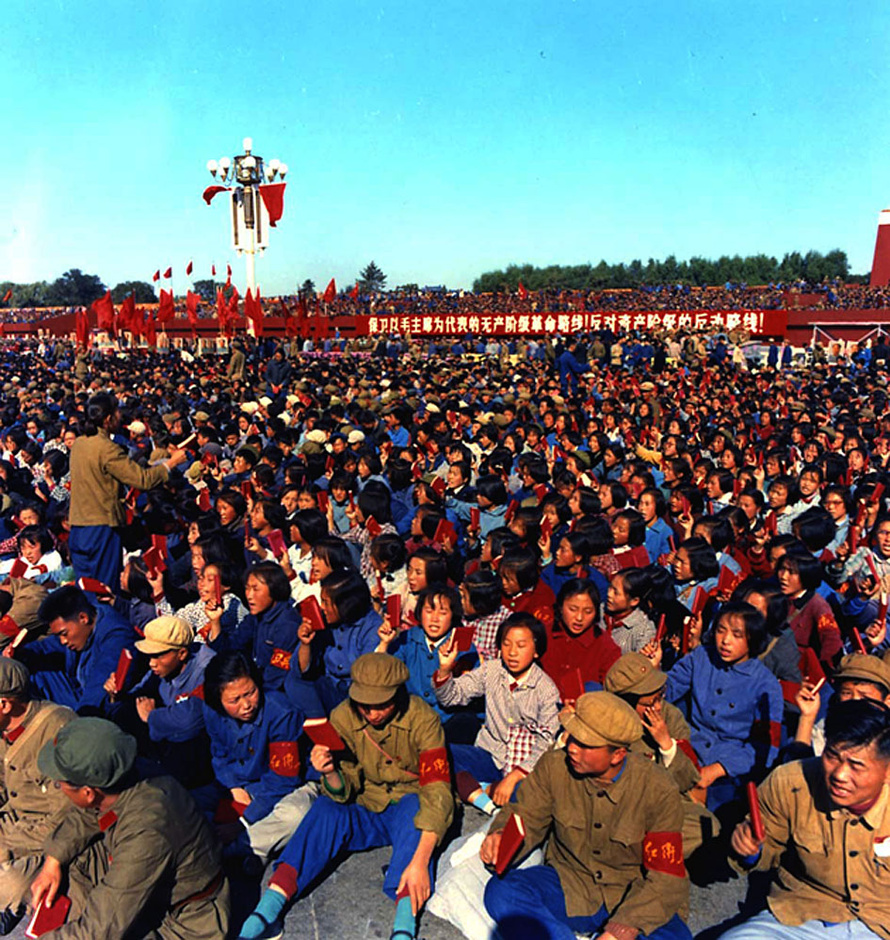
천안문 광장에 집결한 홍위병

홍위병(중국어 간체자: 红卫兵, 정체자: 紅衛兵, 병음: Hóng Wèi Bīng, 영어: Red Guards) 또는 홍위군(紅衛軍)은 중화인민공화국의 문화대혁명 당시 조직된 마르크스-레닌주의-마오쩌둥 사상 대중운동의 공산주의자 구성원들을 말한다. 대부분 중학생에서 대학생 사이의 젊은이들로 구성되어 있었으며, 마오쩌둥과 그의 이념을 극도로 옹호하며 1966년과 1968년 사이에 무리를 지어다니며 마오쩌둥의 정적이나 '구시대적', '부르주아적'이라고 간주된 모든 것에 폭력을 행사하거나 철저히 파괴하는 급진성을 보였다. 이후 다른 나라에서는 좌우익을 막론하고 극단행동을 불사하는  과격분자를 비유적으로 일컫는 말로도 쓰인다.

## 홍위병의 종류
홍위병은 크게 봉황파(보수파)와 조반파(혁명파)로 나뉘었는데, 1966년 당시 처음 북경대학, 청화대학에서 조직된 홍위병, 중국 고위관료 자녀 출신의 홍위병은 대부분 봉황파의 조류에 속했으며, 조반파는 노동자, 농민 자녀들의 비중이 높았다. 이들 중 초반에 과격한 폭력성을 보였던 그룹은 봉황파에 속했으며, 봉황파의 경우는 모택동에 대한 충성, 믿음을 강조하고 모택동의 반대파를 테러하거나 공산주의적 문화를 주장하여 문화재 파괴를 주도했다. 조반파의 경우는 단순 마오쩌둥 숭배보다는 마오쩌둥 사상에 입각한 농촌 지역의 문화대혁명 운동을 전개했으며, 1970년대에 들어서 4인방이 봉황파를 고위간부가 키워낸 철부지라 비판하고, 조반파를 공식적으로 지지하면서 홍위병의 상당수를 차지했다. 이들은 중국 대지진에서의 봉사 활동과 하방운동에서의 농촌 근대화로 초반 봉황파 홍위병에 대한 인민들의 좋지 않았던 이미지를 고쳐나가긴 했으나, 마오쩌둥 반대파에 대한 탄압과 극단성은 사라지지 않았다. 후에 홍위병은 내부에서도 분파가 심화되어 홍위병끼리도 유혈 충돌이 발생하는 여러 사건이 일어났고, 중화인민공화국 공안의 통제력은 상실되었다.

## 청두의 홍위병 사건
청두의 홍위병 사건이란 홍위병 운동 당시 수십 만의 홍위군 소년들이 중국 쓰촨성의 성도인 청두로 밀려든 사건을 말한다. 이 사건은 미국의 닉슨 대통령이 중국 방문을 앞두고 있던 당시 상황으로 인해서 한동안 세상에 알려지지 않았다.
1967년 당시 중국의 대도시에는 인구가 넘쳐나기 시작했다. 그에 따라 중국 정부는 대도시의 인구를 지방으로 분산시키고 아이들을 훌륭한 공산당원으로 만든다는 명목으로 홍위병 양성소로 보냈다. 홍위병 양성소는 강제 노동 수용소에 비할 정도로 생활 조건이 몸시 열악했고 소년들은 고된 노동에 시달렸다. 심지어는 아이들을 상대로 톱밥을 주원료로 한 섬유소 식품에 관한 실험이 행해지기도 했다.
이 무렵 마오쩌둥의 공식적인 후계자이자 홍위병의 책임자였던 린뱌오(林彪)가 마오쩌둥의 총애를 잃게 되었다. 이 사건을 계기로 공산당 간부들은 홍위병들에게 폭동을 부추겼다. 모택동주의라는 명분으로 모택동의 병영을 탈출하고 교관들을 구타하는 행위가 벌어졌다.
병영을 뛰쳐나온 소년 홍위병들은 부패한 권력에 맞서 모택동주의의 복음을 전파한다는 명목을 내걸고 전국으로 흩어졌다. 이 같은 상황에서 몰래 국경을 넘어 인도 땅으로 들어갈 수 있다는 비밀 루트에 대한 헛소문이 퍼져 소년 홍위병들은 기차역으로 몰려가서 서쪽으로 떠났다. 그러나 서쪽으로 가는 모든 기차들의 종착역은 청두였다. 그리하여 산악 도시 청두에 수천 명의 소년병이 갑자기 들이닥치게 된 일련의 사건들을 청두의 홍위병 사건이라고 한다. 1970년대 초반에 들어 전국적으로 이들의 수는 후에 100만이 훌쩍 넘게 되었다. 이들의 횡포는 도를 지나쳤고 후에 중앙 정부군에 의해 진압되었다.

## 같이 보기
- 문화대혁명
- 분서갱유
- 우마오당
- 주링허우 세대
- 분노청년(憤怒青年, 분청/憤青, en:Fenqing, FQ)
- 소분홍(小粉紅)
- 훙커
- 왕터
- 황금방패
- 애스트로터핑
- 웹 브리게이즈(영어판) - 러시아판 우마오당
- 사쿠라 (일본)(일본어판) - 일본판 바람잡이
- 프로시민(일본어판) - 일반시민을 가장한 바람잡이
- 클릭사기
- 클릭 농장(클릭 팜)
- 클릭당 지불(PPC)